# Championnat d'Écosse de football 1973-1974
Navigation
Édition précédente Édition suivante
La 77e édition du championnat d'Écosse de football est remportée par le Celtic Football Club. C’est le 30e titre de champion et le neuvième consécutif du club de Glasgow. Il établit ainsi un nouveau record de championnats remportés consécutivement. Le Celtic l’emporte avec quatre points d’avance sur le Hibernian FC. Les Rangers complète le podium.
Le système de promotion/relégation reste en place : descente et montée automatique, sans matchs de barrage pour les deux derniers de première division et les deux premiers de deuxième division. East Fife et Falkirk FC descendent en deuxième division. Ils sont remplacés pour la saison 1974/75 par Airdrieonians et Kilmarnock FC.
Avec 26 buts marqués en 34 matchs, Dixie Deans du Celtic Football Club remporte pour la première fois le classement des meilleurs buteurs du championnat.

## Les clubs de l'édition 1973-1974
| \| Aberdeen FC Glasgow · Celtic - Rangers – Partick – Dumbarton Dundee · Dundee FC-United Édimbourg · Heart - Hibernian Saint Johnstone Greenock Morton Motherwell FC Ayr United Arbroath FC Fife · Dunfermline – East Fife Clyde FC Falkirk FC \| Localisation des clubs engagés dans le championnat. |
| Aberdeen FC Glasgow · Celtic - Rangers – Partick – Dumbarton Dundee · Dundee FC-United Édimbourg · Heart - Hibernian Saint Johnstone Greenock Morton Motherwell FC Ayr United Arbroath FC Fife · Dunfermline – East Fife Clyde FC Falkirk FC                                                           |

| Club                               | Ville       |
| ---------------------------------- | ----------- |
| Aberdeen Football Club             | Aberdeen    |
| Arbroath Football Club             | Arbroath    |
| Ayr United Football Club           | Ayr         |
| Celtic Football Club               | Glasgow     |
| Clyde Football Club                | Glasgow     |
| Dundee Football Club               | Dundee      |
| Dumbarton Football Club            | Dumbarton   |
| Dunfermline Athletic Football Club | Dunfermline |
| Dundee United Football Club        | Dundee      |
| East Fife Football Club            | Methil      |
| Falkirk Football Club              | Falkirk     |
| Greenock Morton Football Club      | Greenock    |
| Heart of Midlothian Football Club  | Édimbourg   |
| Hibernian Football Club            | Leith       |
| Motherwell Football Club           | Motherwell  |
| Partick Thistle Football Club      | Glasgow     |
| Rangers Football Club              | Glasgow     |
| Saint Johnstone Football Club      | Perth       |

## Compétition

### Classement
Le classement est établi sur le barème de points classique (victoire à 2 points, match nul à 1, défaite à 0).
| Rang | Équipe                 | Pts | J  | G  | N  | P  | Bp | Bc | Diff |
| ---- | ---------------------- | --- | -- | -- | -- | -- | -- | -- | ---- |
| 1    | Celtic FC T+C          | 53  | 34 | 23 | 7  | 4  | 82 | 27 | +55  |
| 2    | Hibernian FC           | 49  | 34 | 20 | 9  | 5  | 75 | 42 | +33  |
| 3    | Rangers FC             | 48  | 34 | 21 | 6  | 7  | 67 | 34 | +33  |
| 4    | Aberdeen FC            | 42  | 34 | 13 | 16 | 5  | 46 | 26 | +20  |
| 5    | Dundee FC              | 39  | 34 | 16 | 7  | 11 | 67 | 48 | +19  |
| 6    | Heart of Midlothian    | 38  | 34 | 14 | 10 | 10 | 54 | 43 | +11  |
| 7    | Ayr United             | 38  | 34 | 15 | 8  | 11 | 44 | 40 | +4   |
| 8    | Dundee United          | 37  | 34 | 15 | 7  | 12 | 55 | 51 | +4   |
| 9    | Motherwell FC          | 35  | 34 | 14 | 7  | 13 | 45 | 40 | +5   |
| 10   | Dumbarton FC           | 29  | 34 | 11 | 7  | 16 | 43 | 58 | -15  |
| 11   | Partick Thistle FC     | 28  | 34 | 9  | 10 | 15 | 33 | 46 | -13  |
| 12   | Saint Johnstone        | 28  | 34 | 9  | 10 | 15 | 41 | 60 | -19  |
| 13   | Arbroath FC            | 27  | 34 | 10 | 7  | 17 | 52 | 69 | -17  |
| 14   | Greenock Morton        | 26  | 34 | 8  | 10 | 16 | 37 | 49 | -12  |
| 15   | Clyde FC P             | 25  | 34 | 8  | 9  | 17 | 29 | 65 | -36  |
| 16   | Dunfermline Athletic P | 24  | 34 | 8  | 8  | 18 | 43 | 65 | -22  |
| 17   | East Fife              | 24  | 34 | 9  | 6  | 19 | 26 | 51 | -25  |
| 18   | Falkirk FC             | 22  | 34 | 4  | 14 | 16 | 33 | 58 | -25  |

| Légende : Qualifications et relégations | Légende : Qualifications et relégations                                        |
| --------------------------------------- | ------------------------------------------------------------------------------ |
|                                         | Coupe d'Europe des Clubs champions 1974-1975                                   |
|                                         | Coupe d'Europe des vainqueurs de coupe 1974-1975                               |
|                                         | Coupe UEFA 1974-1975                                                           |
|                                         | Relégation en deuxième division                                                |
|                                         | T : Tenant du titre C : Vainqueurs de la Coupe d'Écosse de football P : Promus |

## Bilan de la saison
| Tableau d'Honneur                |           |
| Compétition                      | Vainqueur |
| Championnat d'Écosse de football | Celtic FC |
| Coupe d'Écosse de football       | Celtic FC |

| Promotions et relégations |                             |
| Promus                    | Kilmarnock FC Airdrieonians |
| Relégués                  | East Fife Falkirk FC        |

## Statistiques

### Meilleur buteur
1. Dixie Deans, Celtic FC 26 buts